# Baldr
Baldr (ó-skandináv: baldr, angolszász: bealdor, a jelentése úr), a skandináv mitológia egyik alakja.
Baldr Odin és Frigg fia, Hödr ikertestvére s a szép Nanna férje. Baldr az ázok legjobbika, szép mint a legfehérebb virág, mindenki dicséri. Egyszer megálmodja korai halálát, s elmondja álmát az isteneknek. Ezek tanácsot tartanak, miképpen lehetne őt megóvni a veszedelemtől. Frigg mindent megesket: a tüzet és vizet, vasat és minden fémet, köveket és fákat, állatokat és betegségeket, hogy nem fogják bántani Baldrt. Erre az istenek játékba fognak: a tanácshelyre állítják Baldrt, céloznak rá, ütik, verik, ő azonban sértetlen marad. Ez bosszantja Lokit, vénasszony képében elmegy Frigghez és kicsalja tőle a titkot, hogy a fagyöngy, amelyet Frigg túlságosan fiatalnak tartott, nincs esküvel megkötve. Loki nyílvesszőt/dárdát farag a fagyöngyből, odaadja a vak Hödrnek, ő rálövi/ráveti Baldrra, aki szörnyethal. Az ázok gyászba borulnak. Baldrt a szokások szerint máglyán elégetik. Máglyaként saját hajója, a Ringhorne,  szolgált, és vele együtt a feleségét, Nannat, is elégették. Hermod ki akarja váltani Baldrt Hél országából, de a holtak istennője csak úgy akarja őt kiadni, ha a föld minden lénye megsiratja. Erre nemcsak az élők, hanem a föld, a kövek s a fák is könnyeket hullatnak, csak egy óriásnő Thökk (állítólag Loki álruhában) vonakodik: „maradjon Hélben, ami az övé”. Így Baldr kénytelen Hélnél maradni.
Baldr talán Ódinnak, mint nyáristennek önállóvá lett különalakulása. Vetélytársa és ellensége Hödr, a téli démon, aki ősszel legyőzi Baldrt. Izlandon a korai halállal kimúlt isten egyes vonásai Apollónra, sőt Jézusra emlékeztetnek.
A Baldr név előfordul a német irodalom egyik régi emlékében, a merseburgi ráolvasások egyikében is.